# ЦУМ (Дніпро)
Центра́льний універса́льний магази́н Дніпра́ (ЦУМ) — торговельний центр в середмісті Дніпра. Збудований у стилі ар деко за проєктом архітектора Олександра Красносельського у 1936—1938 роках. Неодноразово добудовувався та перебудовувався, наразі — один з найбільших та найстаріших торговельних центрів міста.

## Історія

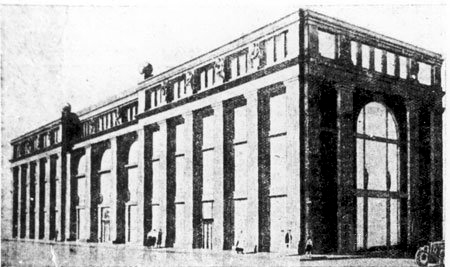
Початковий проєкт (автор — архітектор Олександр Красносельський)

Будівництво головного універмагу Наркомату торгівлі у Дніпропетровську почалося у 1936 році. Планувалося відкрити магазин у 1937, проте через непередбачувані складнощі (підняття рівню ґрунтових вод), будівництво затягнулося і перших покупців ЦУМ прийняв лише 26 грудня 1938 року. На момент відкриття магазин складався з 26 відділів, які обслуговували 150 продавців — це був найбільший заклад торгівлі в області, та один з найбільших в Україні.

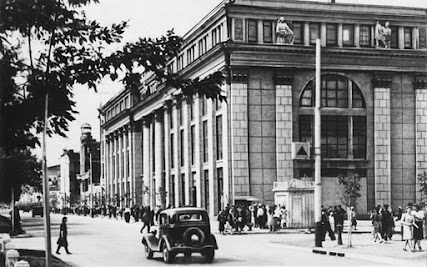
Новозбудований ЦУМ (1939)

З початком німецько-радянської війни універмаг припинив роботу. Восени 1941 нацисти обрали ЦУМ місцем для збору євреїв міста — звідси їх згодом повели на розстріл. У 2010 році на будівлі торговельного центру встановлена меморіальна дошка в пам'ять про 11 тисяч розстріляних євреїв-дніпропетровців. У 1943 році ЦУМ пережив масштабну пожежу, наслідки якої були ліквідовані лише у 1948.
У 1971—1973 роках будівля універмагу пережила ще одну реконструкцію — за рахунок добудови вздовж проспекту Яворницького та вглиб вулиці Центральної площу магазину вдалося збільшити вдвічі, утім унікальне внутрішнє оздоблення було втрачене.
У 2002 році зі сторони вулиці Володимира Мономаха до ЦУМу добудована чотириповерхову скляну «Ротонду». Проте приблизно з 2008 року добудова не експлуатується (станом на 2017 рік). Після відкриття в середині 2000-х років неподалік ЦУМу торговельних центрів «Grand Plaza», «Europe», «МОСТ Сіті», «Passage», ЦУМ втратив своє значення, хоча і понині послуговується попитом у мешканців міста.